# Halina Kralowa
Halina Kralowa, właśc. Halina Bernhardt-Kralowa (ur. 25 marca 1935 w Warszawie) – polska tłumaczka literatury włoskiej, wykładowczyni Uniwersytetu Warszawskiego.

## Życiorys
Urodziła się 25 marca 1935 roku w Warszawie, jej ojcem był Robert Bernhardt. Absolwentka Wydziału Filologii Polskiej i Filologii Francuskiej Uniwersytetu Warszawskiego. Prowadziła zajęcia w Katedrze Romanistyki, a potem w Katedrze Italianistyki Wydziału Neofilologii Uniwersytetu Warszawskiego, wychowując kolejne pokolenia tłumaczy.
Przełożyła z języka włoskiego na polski utwory  takich autorów jak Antonio Fogazzaro, Carlo Emilio Gadda, Alberto Moravia, Angelo Maria Ripellino, Leonardo Sciascia, Italo Svevo, Antonio Tabucchi, czy większość książek Alessandra Baricco. Jej tłumaczenia krótszych form i teksty krytyczne na temat literatury włoskiej ukazały się m.in. na łamach „Literatury na Świecie”. Kralowa jest także współautorką publikacji Historia literatury włoskiej (1997) i Historia literatury włoskiej XX wieku (2001).
Manuskrypty jej przekładów powieści Śmietankowy pociąg i Morze prawd Andrei De Carla i Ta historia Alessandra Baricco, a także opowiadania Niedziela i Narzeczona Elia Carla Emilio Gaddy znajdują się w zbiorach Biblioteki Narodowej.

## Nagrody i odznaczenia
- Nagroda literacka ZAiKS-u dla tłumaczy (2003)[9]
- Nagroda Literacka im. Leopolda Staffa w kategorii „Dzieło życia” (2021)[5]
- Nagroda specjalna „Mamut” za całokształt pracy przekładowej (2021)[10]
- Nagroda ZAiKS-u za przekład literatury obcej na język polski (2022)[11]
- Order Zasługi Republiki Włoskiej klasy V (Włochy, 2016)[2]